# قلعة حماة
قلعة حماة من أقدم القلاع بنيت على تل تجميعي كبير، تقع على الضفة الغربية لنهر العاصي. وهذا التل هو الموقع القديم لمدينة حماة والذي أُجريت فيه تنقيبات أثرية في النصف الأول من القرن العشرين وقد دلّت هذه التنقيبات أن المدينة تعود إلى الألف الخامس قبل الميلاد وقد شهدت تطورا وازدهارا كبيرا في الألف الأول ق. م حيث كانت عاصمة مملكة حماث الآرامية.

## لمحة تاريخية
تذكر المصادر التاريخية أن السلوقيين كانوا أول من بنى حصناً على قمة التل الذي شكل مركز المدينة السلوقية والتي دعيت إبفانيا (apephanie)، دخل الرومان حماة واحتلوا قلعتها وفتحها أبو عبيدة بن الجراح سنة 18 هـ وتولاها الصحابي عبد الله بن الصامت، وفي الفترة العباسية احتلها القرامطة سنة 291 هـ واستعادها المستكفي العباسي ثم آلت إلى صالح بن مرداس الكلابي صاحب حلب حيث بدأ إعادة إعمار القلعة وتحصينها ومن بعده خلف بن ملاعب صاحب حمص عام 504 ه، وتبعت طغتكين والي دمشق سنة 509 هـ وفتحها عماد الدين زنكي عام 523 ه، وضربها زلزال سنة 1157م ثم رمم نور الدين زنكي القلعة وحصن أسوار المدينة وتولاها الأيوبيون عام 570 هـ وكانت بإمارة شهاب الدين محمود خال صلاح الدين، وبقيت في حوزة الأيوبيين الذين بنو ما تهدم من أسوارها وأبراجها وأعادوا تحصينها عندما هاجمها المغول وهدموها سنة 1258 م وأعاد الظاهر بيبرس بناء المدينة وقلعتها وأعاد لها هيبتها.
وفي عام 1401م، شاع خبر أن تيمورلنك قادم إلى البلاد السورية وأنه قادم على رأس ثمانمائة ألف مقاتل، وأنه لا يمر على قرية إلا أخربها، فلما صار قريبًا من حماة خرج إليه أعيان البلد بمفاتيح البلد وأرادوا منه الأمان فأمنهم ثم أمر بهدم القلعة، ومنذ ذلك الحين ظلت القلعة خرابًا ليس فيها إلا بعض البيوت وجدران قائمة وآثار وظلّ سجن للحكومة باقيًا فيها. وبعدما دخل العثمانيون البلاد فقدت القلعة أهميتها العسكرية حيث خربت ولم يبقى من عمارتها شيء.

## التنقيبات الأثرية
التنقيبات الأثرية (1931- 1938م) من قبل البعثة الدانماركية برئاسة هارولد أنغولت، دلت على أن موقع القلعة الحالي كان أول تجمع سكاني فيها، ليأخذ الانتشار السكاني فيما بعد بالتوسع منها إلى منطقتي المدينة وباب الجسر. كما دلّت التنقيبات على وجود (13) طبقة أثرية، أقدمها من الألف الخامس قبل الميلاد وأحدثها من العصر المملوكي، وقد أكدت المكتشفات في وسطها وجنوبها على مدى تقدم المدينة العمراني والصناعي، بالإضافة لذلك فقد عثر فيها على درج يحتوي في كل من جانبيه على أسد ومذبح من حجر البازلت، وعلى الكثير من الجرار والحلي التي تمثل الحضارات المختلفة المتعاقبة على حماة.

## الوصف المعماري
إن كل ما بقي من آثار القلعة هو التصفيح الحجري الذي يحيط بالتل الذي تقوم عليه القلعة وتظهر بعض أجزاءها حتى الآن. وذكر أحد الجغرافيين القدامى أنه زارها وهي تشبه تماما قلعة حلب وبنفس التصميم.
تم زراعة سطح التل بالأشجار وتستخدم في الوقت الحالي كمنتزه شعبيي وجمالي في مدينة حماة.

## وصلات خارجية
- قلعة «حماة».. قصة أول منطقة مأهولة بالمدينة
- قلعة حماة - موقع محافظة حماة
- المعالـم الأثرية والتاريخية في مدينة حماة